# Kukci
 Ovo je glavno značenje pojma Kukci. Za gradsko naselje Poreča pogledajte Kukci (Poreč).
Kukci (lat. Insecta) su vrstama najbrojniji razred velike grupe člankonožaca (Arthropoda) obuhvaća više vrsta nego sve ostale životinjske skupine zajedno. Većina ih živi na kopnu, a dobro naseljavaju i kopnene vode, dok ih svega par vrsta živi u moru. Opisano ih je, iz svih krajeva svijeta, više od 1 000 000 vrsta, prema nekima i 1 200 000 vrsta. Istraživanja probnih površina u tropskim kišnim šumama navode na mogući broj od 5 - 30 milijuna vrsta kukaca. Ova vrstama najbrojnija skupina životinja uopće, istovremeno je i najslabije istražena. Gotovo svako pravilo kod kukaca ima svoje izuzetke, pa se brojne tvrdnje odnose na većinu predstavnika ovoga razreda.

## Etimologija
Hrvatski standardni naziv kukac zabilježen je u 17. stoljeću u Belostenjčevom kajkavskom rječniku. U uporabi je bio i stručni naziv zareznik. To je prevedenica znanstvenog naziva insekt (lat.insectare - us, "zarezati, zarezan", "urezati, urezan"), što se odnosi na izraženo odvojene dijelove tijela. Slično je i značenje grčkog naziva entomon - os.

## Entomologija
Znanost koja se bavi kukcima naziva se entomologija, a stručnjaci za kukce su entomolozi. Entomologija je opsežna po području djelovanja, te se dijeli na opću entomologiju i primijenjene entomologije. Popularna je diljem svijeta, te se njome osim znanstvenika bave i brojni amateri, te brojne znanstvene i stručne udruge.

## Morfologija
Opis vanjskog izgleda (morfologija) kukaca, odnosi se na odrasle spolno zrele jedinke, a ne na ličinke.
Veličina kukaca jako varira, većina kukaca je duga od jednog do 20 mm. Ali postoje i vrste duljine od 0,2 mm ali i duge 16 a široke 6 cm (Titanus giganteus) ili čak do 33 cm dugih jedinki nakaznika (Phasmatodea). Tijelo kukaca može biti izduženo, spljošteno ili manje-više kuglasto.
Tijelo svih kukaca izgrađeno je od hitina, koji može biti krut (čvrsti dijelovi) ili elastičan (povezivanje čvrstih dijelova). Jasno je podijeljeno na 3 osnovna dijela: glavu (Caput), prsište (Thorax) i zadak (Abdomen). Na oklopu se razlikuje leđna strana (dorzalna), trbušna strana (ventralna), te bočne strane (pleuralne). Svaki dio hitinskog vanjskog oklopa sastoji se od pojedinačnih sraslih koutića: leđnih pločica (tergiti), trbušnih pločica (sterniti) i bočnih pločica (pleuriti). Otvori kroz koje kukci dišu (stigme) otvaraju se bočno, te u tijelu prelaze u gusti kapilarni splet dišnih cjevčica traheja pomoću kojih kukci dišu, a broj traheja jako varira od vrste do vrste.

### Glava kukca: oči, ticala, usni aparat
Glava kukca nastala je spajanjem 6 embrionalnih kolutića, što se odražava na vanjske i unutrašnje strukture. Na gornjoj strani glave se nalazi jedan par ticala s osjetilima za njuh), a sa svake strane glave je po jedno složeno oko. Složeno oko se može sastojati i od tisuću manjih okašaca. Mnoge vrste (cvrčci, ose, pčele, mravi) imaju i dodatne jednostavne oči na tjemenu, a služe im za lakše snalaženje u mraku. Mnoge špiljske vrste nemaju oči. Na donjoj strani hitinske čahure glave se nalaze po tri para usnih organa: gornja usna (odozgo zatvara usta), gornja i donja čeljust i donja usna, s pipalima. Ti usni organi su prilagođeni (vrsta hrane, način prehrane) za grizenje (termiti), bodenje (komarci), lizanje (pčele) i sisanje (leptiri). Način prehrane u uskoj je vezi s načinom kretanja, pa je neki lovac mesožder npr. trčak hitar, biljožder npr. gusjenica se često dobro penje, a neki razlagač npr. balegar dobro kopa. Tu su i razne kombinacije s letenjem i bez letenja, specijalizacije građe čeljusti lovca za veći i manji plijen, ili građe rilca biljoždera (npr. duljina rilca leptira ili bumbara) za posebne biljke.

### Prsište
Prsište je dio na kojemu su smještene noge i krila. Glavna funkcija prsišta je pokretačka. Kukci su jedini krilati člankonošci. U prsištu su smješteni i snažni i izdržljivi mišići, koji omogućuju pokretanje nogu i krila. Prsa se, brojeći od glave, dijele na tri dijela: prototoraks, mezotoraks i metatoraks, tj. prednje, srednje i stražnje prsište. Svaki prsni kolutić nosi svoj par nogu, a srednji i zadnji imaju i svoj par krila. Što se kukac više služi krilima prsni kolutići su zbijeniji, što se više služi nogama kolutići su razdvojeniji. Na svakom dijelu nalaze se pločice, dlačice, rupice, šavovi. U prsištu su smješteni prednji dio probavnog, živčanog i dišnog sustava, te su njime povezani glava i zadak.

### Krila
Kukci uglavnom imaju dva para krila iako su nekim vrstama posebnim prilagodbama krila djelomično ili posve nestala. Nalaze se s gornje strane srednjeg i zadnjeg prsnog kolutića. Oblikom i veličinom prilagođena su njihovim životnim potrebama. Danji leptiri lagano lepršajući zamahnu krilima oko 9 puta u sekundi, noćni leptiri 70-80 puta, pčele skoro 200 puta a muhe više od 300 puta.
Raznovrsnost oblika krila i rasporeda rebara na njima omogućava raspoznavanje skupina kukaca. Kod vretenaca su oba para jednake opnaste strukture i pokreću se neovisno, kod većine drugih kukaca prednja i stražnja krila se pokreću skupa. Kod mrežokrilaca su krila isprekrižena rebrima, kod opnokrilaca i leptira su stražnja krila manja od prednjih, kod dvokrilaca su stražnja krila smanjena u neznatne maljice, kod ravnokrilaca su stražnja krila veća od prednjih, kod kornjaša su prednja krila hitinizirana u tvrdo pokrilje ispod kojega je presložen mnogo veći opnasti stražnji par krila, kod polukrilaca je jače hitinizirana samo prednja polovica prednjih krila. Krila su posve nestala u nametnika: buha, ušiju, stjenica, spiljskih kukaca. Krila su nestala samo ženkama krijesnica, nekih grbica, kod smokvine kovnarice (Blastophaga psenes) su samo mužjaci bez krila. Bez krila su radnici mrava i termita dok su spolni oblici krilati. Nametnička muha, ovčja ušara (Melophaus ovinus) leti okolo dok ne nađe domadara, a kad zasjedne na domadara odbaci krila.

### Noge
Prema upotrebi noge mogu biti hodalice, trčalice, plivalice, kopalice, skakalice, grabilice, sabiralice, čistilice. Hodalice su noge u većine kukaca, trčalice su jake noge za trčanje (npr. u trčka), plivalice su sploštene i krute stražnje noge, na rubovima proširene dugim dlakama (u vodenih polukrilaca), kopalice su kratke i raširene prednje noge (u rovaca, zujaka), skakalice su jako produljene stražnje noge sa snažnim bedrima (u skakavaca, buha), grabilice su savinute prednje noge tako da gnjat pridružen bedru omogućava hvatanje plijena (u bogomoljke), sabiralice su dlakave stražnje noge za sabiranje cvjetnog praha (u cvjetara), čistilice su nježne i dlakave prednje noge (u leptira).

### Zadak
Zadak je stražnji dio kukca u kojemu se nalazi najveći dio utrobe pa se zbog toga njegov volumen može mijenjati. Sastoji se od 11 kolutića, koji su u nekih kukaca srasli a u nekih utisnuti jedni u druge. U odraslih oblika zadak nema ekstremiteta, dok se u gusjenica i nekih opnokrilaca na zatku razvijaju lažne nožice. Na zadnjim dvama kolutićima češći su tanki člankoviti dršci (styli) ili nastavci (cerci) npr. u vodencvjetova i uholaža. Na zadnjem se kolutiću nalazi analni otvor i organi za parenje.

## Anatomija

### Živčani sustav
Živčani sustav čini niz živčanih čvorova (ganglija), koji su ljestvičasto povezani. Ganglij glave složene je strukture, najrazvijeniji kod zadružnih opnokrilaca, i to jače u radilica nego kod spolnih životinja. Kod različitih se kukaca opaža povezanost između veličine mozga i stupnja aktivnosti. Mozak pčele je 1/174 dio tijela, a hrušta 1/3290. Sa živčanim sustavom povezana su osjetila i pojedini organi, kod nekih kukaca su vidni živci veći od ostatka mozga.
Iz 3 prsna ganglija živci izlaze u noge, a od srednjeg i stražnjeg prsnog ganglija u krila. Simpatički živčani sustav opskrbljuje živčevljem utrobu.

### Disanje i krvotok
Kukci dišu preko ektoderma kroz dišne cijevi (uzdušnice, traheje), kojih ogranci zalaze u sve organe. Zrak ulazi u traheje kroz otvore na površini tijela – stigme. 

### Probava i ekskrecija
Probavilo se sastoji od ždrijela, jednjaka, volje, želuca i crijeva. Njegova građa ovisi o načinu prehrane. 

### Spolni organi
U većine kukaca je jasno izraženo spolno dvoličje. Dvospolci (hermafroditi) su rijetki. Spolne su žlijezde parne, leže u zatku, većinom imaju zajednički otvor ispred analnog otvora. Neki se kukci pare samo jedanput u životu, a spermiji odloženi u sjemenoj vrećici ženke oplođuju jaja godinama (npr. u pčelinje matice). Ženke nekih vrsta imaju posebnu leglicu za polaganje jaja.

## Životni prostori
Kukci su rašireni po svim kontinentima i u svim klimatskim područjima. Najčešće su kopnene životinje, samo poneki žive u slatkoj vodi, a malen broj u moru. Bitan su čimbenik u prirodi: razaraju mrtvu organsku tvar, pomažu pri oplodnji biljaka (30% europskih cvjetnica oprašuju kukci), prenose zarazne bolesti, parazitiraju na biljkama i životinjama.

## Način života
Kukci su često dobri letači. Neki mogu bez odmaranja preletjeti nekoliko stotina kilometara. Broj zamaha krilima varira od 6 do 10 u sekundi u krupnih dnevnih leptira, oko 250 u sekundi u pčela, a u komaraca oko 1000 u sekundi.
Trajanje života odrasla kukca vrlo je različito: vodencvijet živi nekoliko sati, leptiri nekoliko mjeseci, pčelinja matica 5 godina, a neki mravi i do 15 godina.

## Razmnožavanje i razvoj
Ukratko: jaje - ličinka - kukuljica - odrasli kukac
Odrasli spolno zreli kukac ima dovršen razvoj, pa ga se naziva i savršenim kukcom. Takav oblik nastaje dugotrajnim rastom, sazrijevanjem i tjelesnim preoblikovanjem niza mlađih razvojnih oblika, pa život kukca svakako traje dulje od nekoliko dana, ili tjedana. Razvoj započinje oplodnjom u jaju, u kojem se razvija zametak (embrij). To je tzv. zametni (embrionalni) razvoj. Stariji zametak sazrijeva i postaje ličinka, koja je spremna za život izvan jajeta. Nakon probijanja i izlaska iz jajeta, ličinke se moraju hraniti i rasti. Zato su živahne i najčešće pokretljive, da mogu dohvatiti hranu. Prilikom rasta, moraju odbacivati dijelove tijela koji ne rastu, tj. presvlače se. Presvlačenje se događa kod ličinaka svih vrsta kukaca. Osim što rastu dok su mladi, događa im se i promjena oblika preobrazba (metamorfoza).
Ima više tipova razvoja kukaca, a najlakše je razlikovati dva osnovna tipa preobrazbe:
1. nepotpuna preobrazba
Ličinke onih vrsta kojima mladi već nakon izlaska iz jaja nalikuju odraslima (skakavci, bogomoljke, žohari, stjenice, uholaže itd.) ne moraju se potpuno promijeniti da bi izgledali kao odrasli. Nakon svakog presvlačenja ličinke postaju sve veće i sve sličnije odraslima, te u zadnjem presvlačenju zadobiju i krila i spolne organe.
2. potpuna preobrazba
Kod drugog tipa razvoja, ličinke, iako se presvlače i rastu, nisu nimalo slične odraslima, nego stalno imaju crvolik izgled. Takva je većina kukaca (ose, pčele, mravi, muhe, leptiri, kornjaši, itd.).  Leptirove ličinke, iako su crvolike, imaju poseban naziv gusjenice. Da bi mladi crvoliki kukci postali odrasli komarci, kornjaši itd., moraju se potpuno i naglo promijeniti. Zadnjim presvlačenjem ličinke, umjesto još veće crvolike ličinke, ispod stare kože izviruje novi i sasvim drukčiji oblik -  kukuljica. Život u obliku kukuljice prividno je miran, kukuljica se ne pomiče i ne hrani ali se u unutrašnjosti životinje događaju se velike preinake organa. Kad je kukuljica sazrela, puca njena vanjska površina, a iz unutrašnjosti izlazi odrasli kukac. Krila mu olakšavaju kretanje, radi pronalaska novih prostora i partnera za produljenje vrste. Počinje životna faza odraslog kukca. 

## Evolucija
Kukci su se razvili od kolutićavaca (Annelida). Najstariji oblici nalaze se u slojevima srednjega devona.

## Glasanje kukaca
Kukci se najčešće glasaju s pomoću organa za stridulaciju. On se sastoji od dva tvrda, nazubljena, hitinska dijela tijela (zrikala) koja se brzim pokretima međusobno taru. Zrikanje ili čegrtanje ovisi o strukturi zupčanika, brzini prevlačenja i o pridodanim rezonatorima. Položaj zrikala može biti na prednjim krilima, na nogama, prsima ili zatku.
Zrikalo često imaju samo mužjaci koji se na taj način javljaju ženkama.

## Sistematika
- Beskrilci (Apterygota)
  - podrazred Izvančeljusnici (Ectotropha, Ectognatha)
    - nadred Dlakorepci, kudravci (Thysanura)
      - red Pračeljusnici (Archeognatha, Microcoryphia)
      - red četinaši (Zygentoma)
- Krilaši (Pterygota)
  - infrarazred Prakrilaši (Palaeoptera)
    - nadred Vodencvjetokrilaši (Ephemeroptera)
      - red Vodencvjetovi (Ephemeroidea)

    - nadred Vretencokrilaši (Odonaptera)
      - red Vretenca, vilini konjici (Odonata)
        - podred Sličnokrilci (Zygoptera)
        - podred Nejednakokrilci (Anisoptera)

  - infrarazred Novokrilaši (Neoptera)
    - nadred Žoharokrilaši (Blattopteroida, Blattopterimorphia)
      - red Žoharaši (Dictyoptera)
      - red Bogomoljke (Mantodea)
      - red Termiti, istokrilci (Isoptera)
      - red Kosoglavci (Zoraptera)

    - nadred Ravnokrilaši (Orthopteroida)
      - red Obalčari (Plecoptera)
      - red Šturkožohari (Notoptera)
      - red Nakaznici (Cheleutoptera)
      - red Ravnokrilci (Orthoptera)
        - podred Ensifera
        - podred Šaške (prije skakavci) (Caelifera)

      - red Prelonošci (Embioptera)

    - nadred Kožokrilaši (Dermapteroida)
      - red Uholaže (Dermaptera)

    - nadred Tvrdokrilaši (Coleopteroida)
      - red Kornjaši (Coleoptera)
        - podred Raznojedi (Polyphaga)
        - podred Grabežljivci (Adephaga)

    - nadred Mrežokrilaši (Neuropteroida)
      - red Muljari (Megaloptera)
      - red Dugovratke (Raphidioptera)
      - red Plošnokrilci, mrežokrilci (Planipennia)

    - nadred Širomkrilaši (Mecopteroida)
      - red Kljunarice (Mecoptera)
      - red Tulari (Trichoptera)
      - red Leptiri (Lepidoptera)
      - red Dvokrilci (Diptera)

    - nadred Buhokrilaši (Siphonapteroda)
      - red Buhe (Siphonaptera)

    - nadred Opnokrilaši (Hymenopteroida)
      - red Opnokrilci (Hymenoptera)
      - red Lepezari (Strepsiptera)

    - nadred Grizlicokrilaši (Psocoida)
      - red Grizlice (Psocoptera)
      - red životinjske uši (Phthiraptera)
        - podred Tekuti (Mallophaga)
        - podred Prave uši (Anoplura)

    - nadred Resokrilaši (Thysanopteroida)
      - red Resokrilci (Thysanoptera)

    - nadred Polukrilaši (Hemipteroida)
      - red Polukrilci (Hemiptera)
        - podred Stjenice (Heteropteroidacea)
        - podred Cvrčci (Auchenorrhyncha)
        - podred Jednakokrilci (Sternorrhyncha)[2]

Razred Unutarčeljusnici (Entognatha, Entotropha), zajedno s insektima (Insecta) čine heksapode (Hexapoda)
- red Skokuni (Collembola)
- red Dvorepci (Diplura)
- red Bezrepci (Protura)